# 索恩 (密西西比州)
索恩（英語：Thorn）是位於美國密西西比州奇克索縣的非建制地區。

## 歷史
索恩的郵局於1892年設立，其後於1971年停運。索恩曾擁有一所學校和一家雜貨店。

## 地理
索恩所處的海拔為高於海平面100米（即328英呎），而該地所採用的時區為UTC-6，即北美中部時區（CST）。同時該地設有夏令時間，為UTC-6調快一小時，即UTC-5（CDT）。